# Monumento aos Combatentes do Ultramar

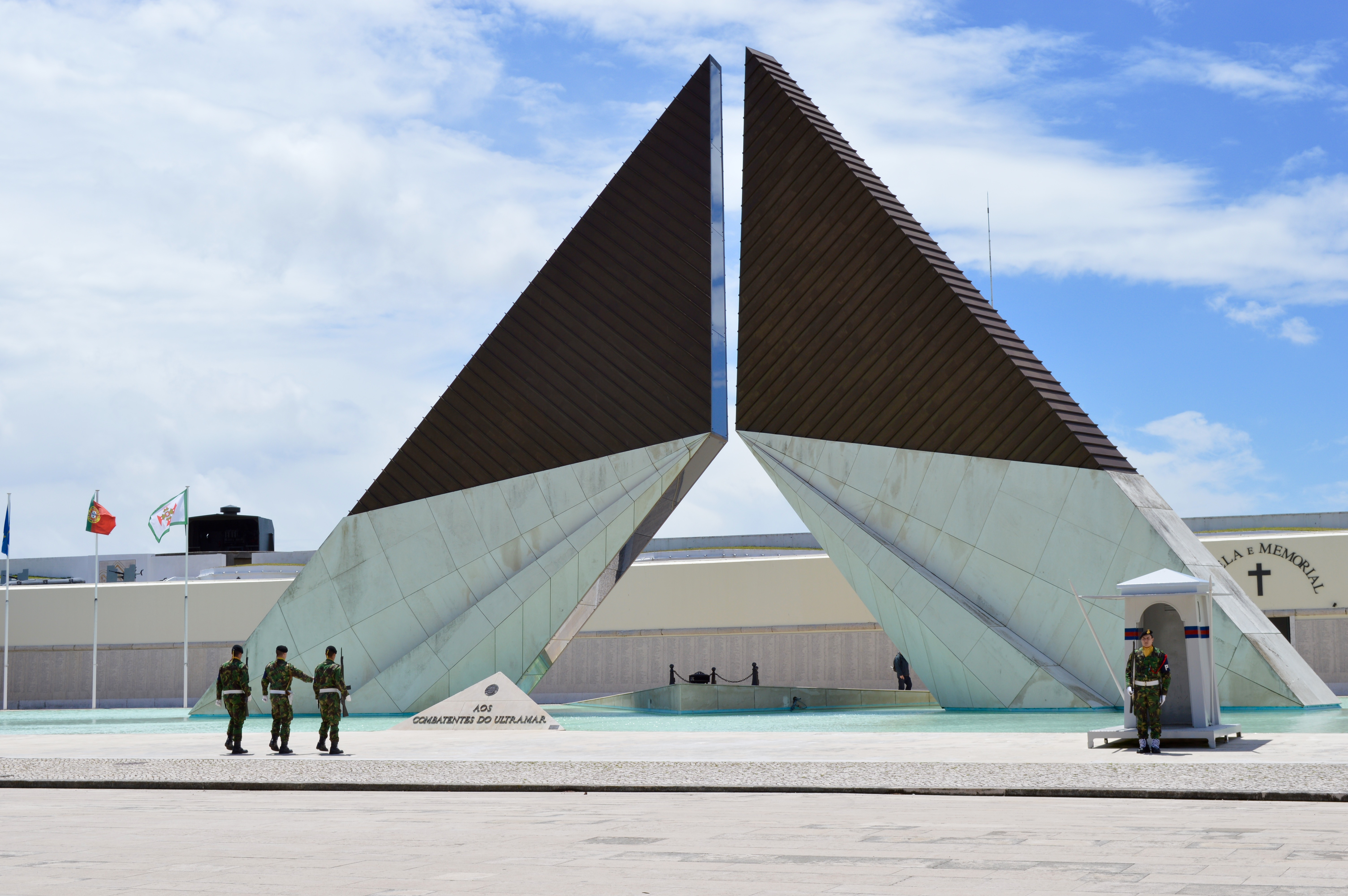
Monumento aos Combatentes do Ultramar

Das Denkmal für die Veteranen von Übersee (port. Monumento aos Combatentes do Ultramar) ist ein Denkmal zur Erinnerung an die gefallenen portugiesischen Soldaten des portugiesischen Kolonialkriegs (1961–74), der in Portugal häufig auch Überseekrieg (Guerra do Ultramar) genannt wird. Es befindet sich am Forte do Bom Sucesso im Stadtteil Belém der portugiesischen Hauptstadt Lissabon. Der Grundstein für das Denkmal wurde am 12. Mai 1993 gelegt. Die Ausgestaltung oblag dem Bildhauer João Antero de Almeida zusammen mit den Architekten Francisco José Ferreira Guedes de Carvalho, Helena Albuquerque und Sidónio Costa Cabral. Das Denkmal wurde am 15. Januar 1994 durch Staatspräsident Mário Soares und Verteidigungsminister Fernando Nogueira eröffnet.

## Bauwerk

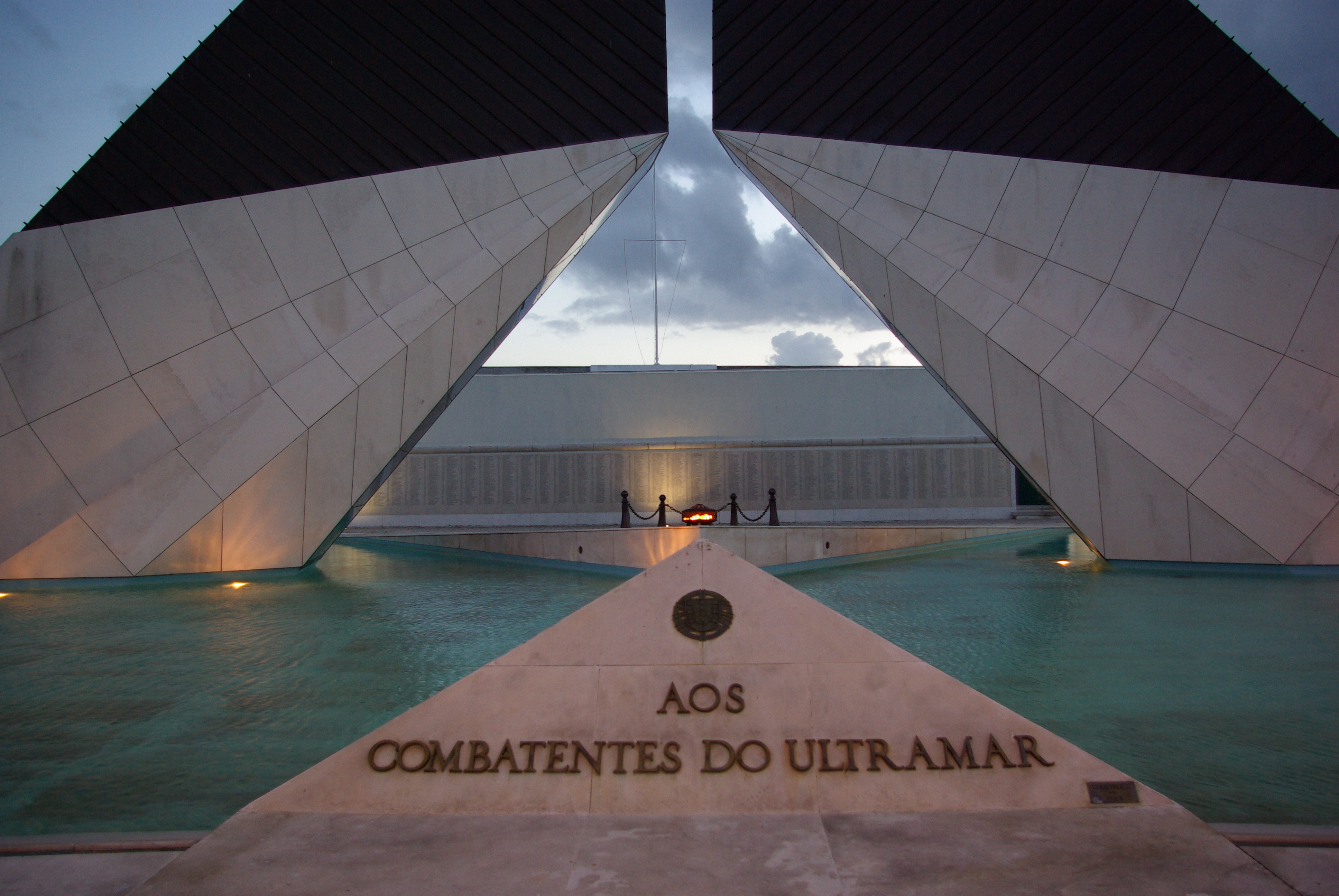
Blick auf die Beschriftung „AOS COMBATENTES DO ULTRAMAR“ (für die Veteranen von Übersee). In der Mitte die zwei Säulen des Denkmals mit der „Flamme des Mutterlandes“. Im Hintergrund die Wand mit den Namen der gefallenen Soldaten.

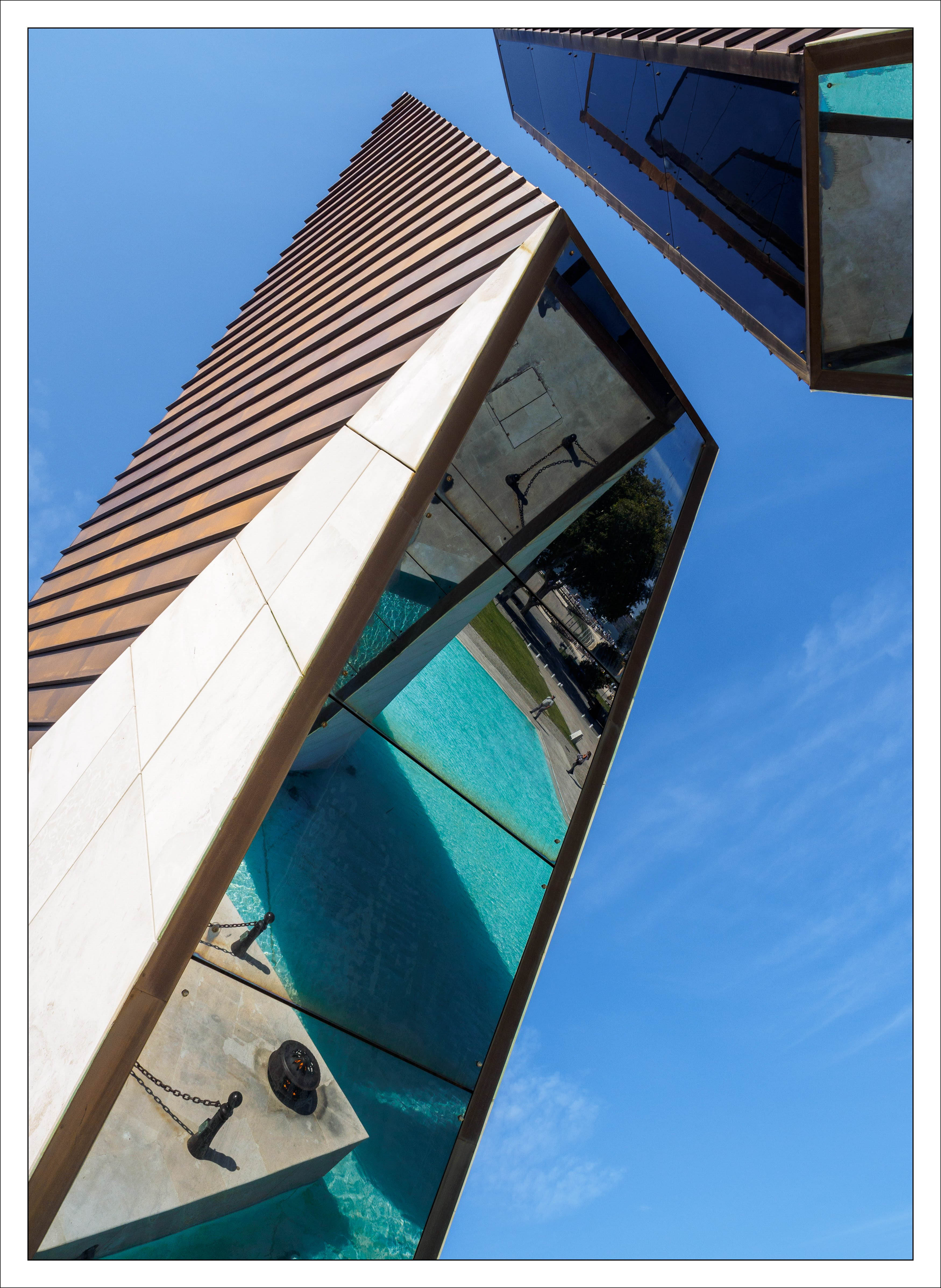
Blick auf die verspiegelten Unterseiten der kurzen Seiten der Säulen des Denkmals

Das Denkmal befindet sich in unmittelbarer Nachbarschaft zum Fort von Bom Sucesso (Forte do Bom Sucesso) am Jardim de Belém in der Lissabonner Stadtgemeinde Belém. Im Fort selbst befindet sich das Museu do Combatente (Veteranenmuseum). Zahlreiche weitere und mit dem portugiesischen Kolonialismus verbundene Bauwerke und Gedenkstätten – wie das Denkmal der Entdeckungen (Padrão dos Descobrimentos), der Torre de Belém und der Praça do Império – befinden sich in der Umgebung und bilden gemeinsam einen kolonialhistorischen Themenkomplex.
Das gänzlich abstrakt entworfene Denkmalobjekt besteht aus folgenden Elementen: In der Mitte eines länglichen Platzes befinden sich in einem Wasserbassin zwei große, im 45°-Winkel aufeinander zulaufende Säulen, die ein großes Dreieck oder einen Portikus bilden. Die Säulen sind im unteren Bereich aus Stein, im oberen Bereich aus Metall gefertigt. Die nach unten weisenden, kurzen Seiten der beiden Säulen sind verspiegelt. Unterhalb der beiden Säulen – quasi im Zentrum des Dreiecks – befindet sich ein kleiner Metallkessel mit einer entzündeten Flamme, der sogenannten „Flamme des Mutterlands“, port. Chama da Pátria. Vor dem Wasserbassin befindet sich eine Plakette, auf der in Großbuchstaben „aos combatentes do Ultramar“ (für die Veteranen von Übersee) geschrieben steht. Hinter dem Säulendreieck rahmt eine lange Wand mit rund 11.000 Namen der gefallenen Soldaten des Kolonialkriegs das Denkmal ein.
Nach Vorstellung des Bildhauers Francisco José Ferreira Guedes de Carvalho wählte dieser das Feuer, die „Flamme des Mutterlands“, als Symbol für Geborgenheit und Wärme des Mutterlandes. Das Wasserbassin soll die räumliche Trennung zwischen der Metropole und den Überseegebieten darstellen. Die aufeinander zulaufenden Säulen sollen sinnbildlich die Einheit Portugals darstellen.
Vor dem Denkmal patrouillieren zwei Soldaten als Ehrenbezeugung für die Gefallenen.

## Geschichte

### Initiative für ein Denkmal
Die Idee für das Denkmal entstand auf Initiative zweier Veteranenvereine im Jahre 1985 – gut zehn Jahre nach dem Ende des portugiesischen Kolonialkriegs, die zu diesem Zweck eine kleine Kommission (mit dem Titel Comissão Nacional Pró-Monumento em Memória dos Mortos no Esforço da Guerra Ultramarina, dt. Nationale Kommission für den Bau eines Denkmals in Erinnerung an die Gefallenen der Bemühungen des Überseekriegs) zur Errichtung eines solchen Denkmals gründeten. Der Associação de Comandos und die Associação dos Combatentes do Ultramar schloss sich 1986 der portugiesische Veteranenverband Liga dos Combatentes an. Die drei Organisationen wünschten sich eine Stätte der Anerkennung für die mehr als 8000 gefallenen portugiesischen Soldaten des Kolonialkriegs. Ein solcher Ort sollte „1) einen Akt der Gerechtigkeit und Anerkennung für die Soldaten Portugals im Kolonialkrieg darstellen, 2) ein kultureller und pädagogischer Akt für die Begeisterung zur Liebe Portugals sein, sowie 3) in einer einfachen, aber dauerhaften und öffentlichen Form die Anerkennung Portugals für diese Soldaten symbolisieren.“

### Gründung der Exekutivkommission
Die Organisationen bildeten am 9. Juli 1987 eine Exekutivkommission, die alle erforderlichen Tätigkeiten ausführen oder beauftragen sollte. Die Leitung der Kommission übernahm der Veteranenverband mit ihrem Präsident General Altino Magalhães. Der Kommission (und damit der Initiative für das Denkmal) schlossen sich zudem die Geographische Gesellschaft von Lissabon (Sociedade de Geografia de Lisboa), die Historische Gesellschaft der Unabhängigkeit Portugals (Sociedade História da Independência de Portugal), der Verband der Portugiesischen Luftwaffe (Associação da Força Aérea Portuguesa), der Verband der Spezialisten der Portugiesischen Luftwaffe (Associação dos Especialistas da Força Aérea Portuguesa) sowie der Verband der Invaliden der Portugiesischen Armee (Associação dos Deficientes das Forças Armadas) an.
Die Exekutivkommission nahm daraufhin ihre Arbeit auf und warb bei den staatlichen Stellen für die Notwendigkeit eines solchen Denkmals. Nach Verhandlungen und Gesprächen mit dem Verteidigungsministerium, dem Generalstab der portugiesischen Armee, der damaligen Denkmalbehörde IPPAR sowie der Stadtverwaltung von Lissabon, wurde das Fort von Bom Sucesso als künftiger Standort für das Denkmal ausgewählt. Als Begründung führte die Kommission nicht nur allgemein einen einfachen Zugang für die Öffentlichkeit an, sondern auch die Verbindung zu anderen Orten der portugiesischen Kolonialgeschichte, den ausreichend gegebenen Platz für Militärparaden und -zeremonien sowie die aufgrund der Nähe zum Palácio de Belém bestehende Möglichkeit, das Denkmal durch ausländische Staatsbesucherinnen und Staatsbesucher ehren zu lassen.

### Einweihung und Kritik an Soares
Gleichzeitig war der Bau des Denkmals nicht unumstritten. Der Veteranenverband hatte vor, einen Ehrenbeirat (Comissão de Honra) für das Denkmal zu gründen, dem Staatspräsident Mário Soares vorstehen sollte. Dieser lehnte die Einladung jedoch ab, da seiner Meinung nach die Mitgliedschaft in dem Gremium eine Zustimmung zum Krieg ausdrücken würde.
Nach einem öffentlichen Wettbewerb wählte die Kommission den Bildhauer João Antero de Almeida als verantwortlichen Künstler aus. Die Architekten Francisco José Ferreira Guedes de Carvalho, Helena Albuquerque und Sidónio Costa Cabral unterstützen Antero de Almeida bei der Ausführung. Die Grundsteinlegung fand am 12. Mai 1993 statt. Nach acht Monaten Bauzeit wurde das Denkmal am 15. Januar 1994 – am Tag des Alvor-Übereinkommens – durch Staatspräsident Mário Soares im Rahmen einer militärischen Zeremonie eröffnet.
Die Einweihung des Denkmals durch Staatspräsident Mário Soares und den Verteidigungsminister Fernando Nogueira wurde durch starke Kritik sowohl in den Medien, aus den politischen Lagern wie auch vor Ort begleitet. Bei der Einweihung wurde Soares aufgrund der Ablehnung seiner Mitgliedschaft im Ehrenbeirat von anwesenden Militärs als „Verräter“ bezeichnet und als Verantwortlichen für die Dekolonialisierung gebrandmarkt. Das linkspolitische Lager kritisierte Soares wiederum für die Teilnahme an der Einweihung, da er damit den Krieg als solchen bestätigen und rechtfertigen würde. Soares selbst wiederum verteidigte seine Teilnahme, da eine Ehrung der gefallenen portugiesischen Soldaten lediglich den Respekt gegenüber den Toten zum Ausdruck bringen würde, unabhängig von ihren Überzeugungen.

### Ergänzungen in den folgenden Jahren

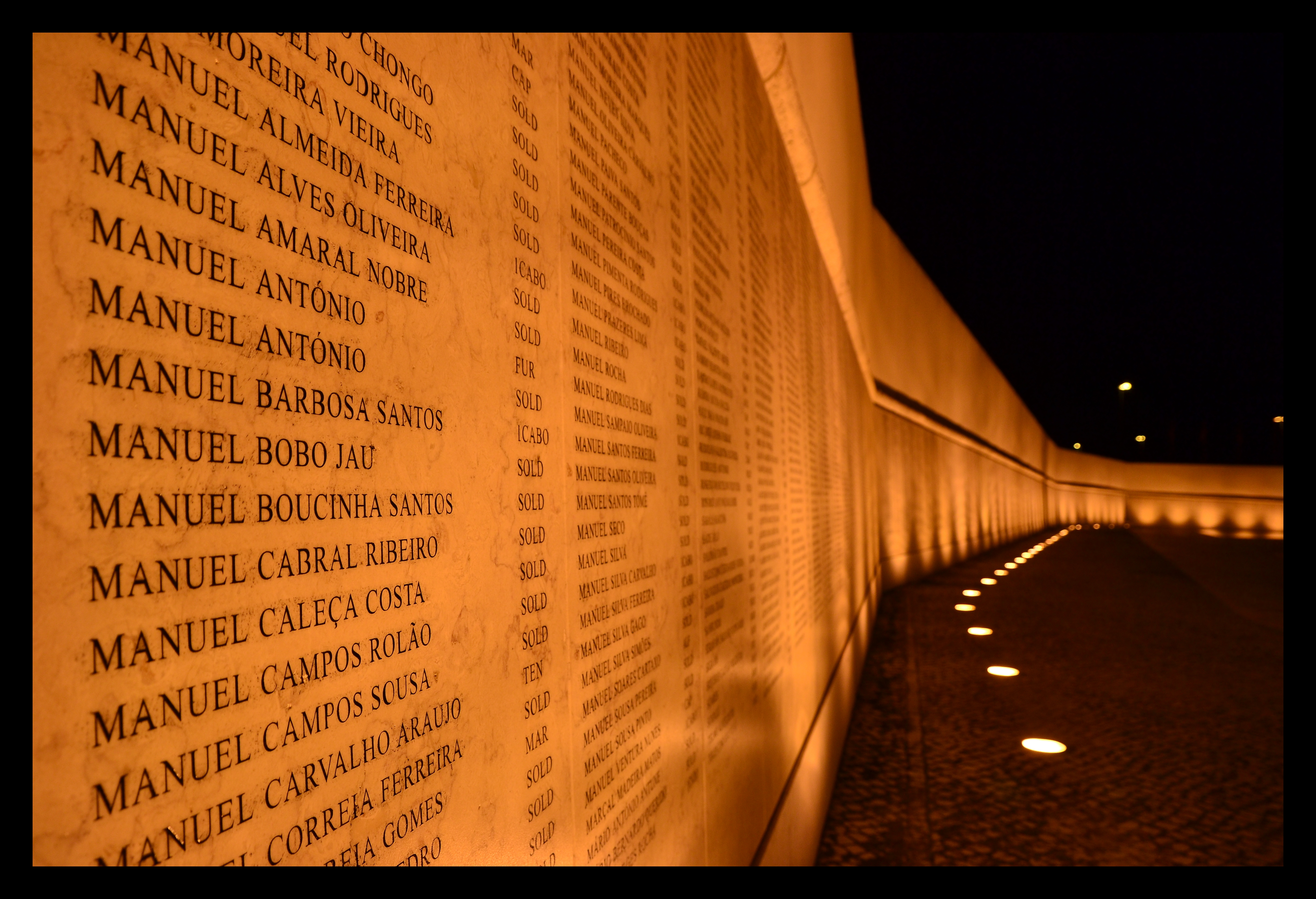
Ursprünglich stand das Denkmal als solches allein. Erst im Jahr 2000 wurde eine lange Wand mit Namen der gefallenen Soldaten ergänzt.

Bis 2000 stand das Denkmal mit den zwei Säulen im Wasserbassin allein, erst zum 5. Februar 2000 wurde die überdimensionale Wand mit den Namen der gefallenen Soldaten hinzugefügt. Ein Journalist der Zeitung Jornal de Notícias beschrieb die Einweihungszeremonie der Namenswand als beklemmend, da Staatspräsident Jorge Sampaio den Ort schnell verlassen hatte und die Teilnehmenden quasi zur Wand „rannten“ um „ihre Toten“ zu finden.
Des Weiteren wurden in den Jahren nach der Eröffnung zusätzliche Plaketten vor bzw. an dem Denkmal angebracht. Die erste lautet „Homenagem de Portugal“ (Zur Ehrung von Portugal), die zweite „À memória de todos os soldados que morreram ao serviço de Portugal“ (In Gedenken an alle Soldaten, die im Dienste Portugals starben). Die dritte Plakette, 2006 angefügt, lautet „Operações de Paz e Humanitárias“ (Friedens- und humanitäre Missionen). Im Zuge der Anbringung der dritten Plakette wurden auch weitere Namen von Soldaten an der Wand ergänzt, die auch nach 1975 gestorben sind. Damit wandelte und erweiterte sich der eigentliche Sinn des Denkmals von ursprünglich einem Gedenkort für die „Helden“ des Überseekrieges zu einem Gedenkort für gefallene portugiesische Soldaten überhaupt (vergleichbar mit einem Grabmal des unbekannten Soldaten).

## Rezeption

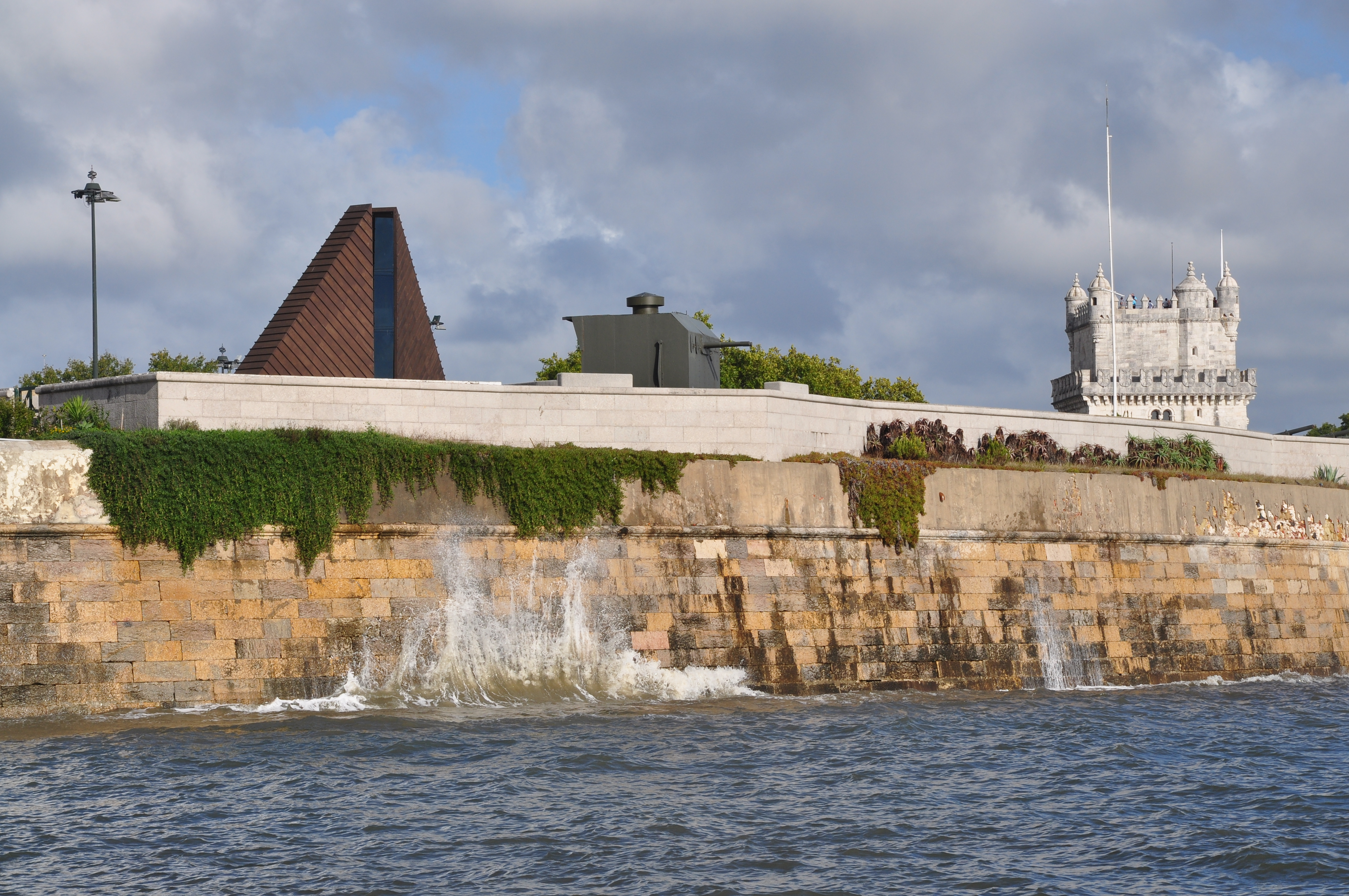
Blick auf Denkmal (links) und Torre de Belém (rechts) vom Ufer des Tejo aus.

Das Denkmal für die Veteranen von Übersee wird mit seiner Symbolik stark als Erinnerungsort für den portugiesischen Kolonialkrieg wahrgenommen. Militär- und Veteranenverbände nutzen den Ort regelmäßig, um an die gefallenen Soldaten zu erinnern oder politische Aussagen zu tätigen. Unter anderem erinnern Verbände daran, dass zahlreiche Leichen portugiesischer Soldaten noch nicht aufgefunden und nach Portugal zurückgebracht wurden.
Gleichzeitig dient Kritikern der portugiesischen Kolonialzeit das Denkmal als Beweis für die mangelnde Aufarbeitung des portugiesischen Kolonialismus. Das Denkmal erinnert in seiner Ästhetik und Symbolik an „Helden“ des sogenannten Überseekrieges, sprich überseeischer, portugiesischer Gebiete. Eine Befassung mit den Ursachen und Folgen des Kolonialismus bzw. dem Kolonialkrieg als solchen – der in den heute unabhängigen Ländern Guinea-Bissau, Mosambik und Angola als Unabhängigkeitskrieg bezeichnet wird – findet nicht statt. An das Leid der anderen Opfer des Krieges in den Kolonien wird nicht erinnert, sie werden nicht genannt.
Die Anbringung weiterer Plaketten und die Erweiterung bzw. Wandlung des Denkmals zu einem Erinnerungsort für gefallene portugiesische Soldaten im Allgemeinen, erregte Unmut unter den Veteranen des Kolonialkriegs, die ihre Verdienste dadurch entwertet sahen.

## Bibliographie
- Elsa Peralta: O Monumento aos Combatentes: A Performance do Fim do Império no Espaço Sagrado da Nação. In: Paula Godinho (Hrsg.): Antropologia e Performance – Agir, Atuar, Exibir, Colecção Cultura e Sociedade. Nr. 12, 100Luz, 2014; S. 215–237 (Online, PDF)